# ジョージ・ゴードン (第9代ハントリー侯爵)

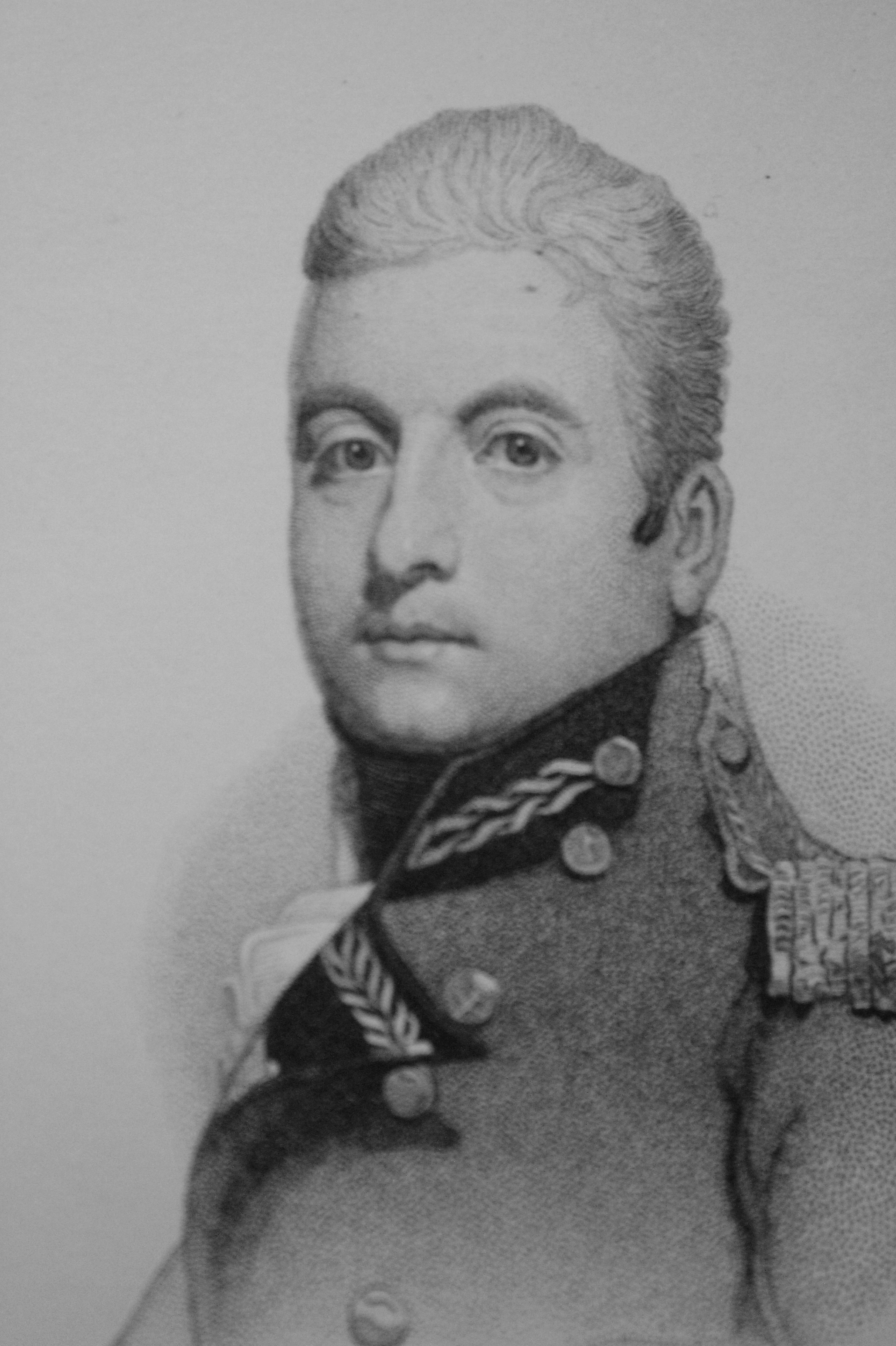

第9代ハントリー侯爵、ジョージ・ゴードン（英: George Gordon, 9th Marquess of Huntly, KT、1761年6月28日 - 1853年6月17日）は、イギリス・スコットランドの政治家、陸軍軍人、貴族。
爵位を継承する1794年までストラサヴォン卿 (Lord Strathavon)の儀礼称号を使用し、1794年にアボイン伯爵を継承。1836年にハントリー侯爵の爵位を継承した。

## 経歴
1761年6月28日、スコットランド貴族の第4代アボイン伯爵チャールズ・ゴードンとその妻マーガレット(第6代ギャロウェイ伯爵アレグザンダー・スチュワートの娘)の間の長男としてエディンバラで生まれる。
イートン校で学ぶ。
1777年に陸軍に入隊。第1歩兵連隊、ついで第81ハイランド歩兵連隊に配属された。1780年からアイルランド総督の第5代カーライル伯爵フレデリック・ハワードの副官となる。1782年に第9竜騎兵連隊に転属となり、1783年には少佐、1789年には第35歩兵連隊の中佐となる。
1802年から1804年にかけてはフリーメイソン・スコットランド・グランドロッジ・グランドマスターを務めた。
1794年12月28日、父の死により第4代アボイン伯爵を継承した。1796年の総選挙の際にスコットランド貴族の貴族代表議員に選出され、貴族院議員となった。1802年、1807年、1812年にも選出された。1815年8月11日には連合王国貴族メルドラム男爵に叙せられ、自動的に貴族院議員に列することになった。
党派はトーリー党だった。1832年には第2代グレイ伯爵チャールズ・グレイ内閣を一時総辞職に追い込んだトーリー党議員初代リンドハースト男爵ジョン・コプリー提出の選挙法改正法案に関する動議に協力した。
1836年5月28日、親族の第5代ゴードン公爵・第8代ハントリー侯爵ジョージ・ゴードンが嫡出子なく死去した。ゴードン公爵位は継承者なく絶えたが、ハントリー侯爵位は彼が継承した(彼は第2代ハントリー侯爵ジョージ・ゴードンの来孫にあたるため)。しかしこの際、ハントリー伯爵位とハントリー侯爵位と一緒に創設された2つの爵位(インジー伯爵位とバデノックのゴードン卿)の継承は認められなかった。ハントリー伯爵位については女系継承が可能な爵位との反論があり、リッチモンド公爵家が継承者である可能性があるためであった。
1853年6月17日にロンドン・グローヴナー広場・チャペル通りで死去。

## 栄典

### 爵位
1794年12月28日の父の死により以下の爵位を継承。
- 第5代アボイン伯爵（英語版）(5th Earl of Aboyne)

(1660年創設スコットランド貴族爵位)
- 第5代ストラサヴォン及びグレンリベットのゴードン卿 (5th Lord Gordon of Strathavon and Glenlivet)

(1660年スコットランド貴族爵位)
1815年8月11日に以下の爵位を新規に与えられた
- 初代アバディーン州におけるモーヴァンのメルドラム男爵 (1st Baron Meldrum, of Morven in the County of Aberdeen)

(連合王国貴族爵位)
1836年5月28日に死去した親族から以下の爵位を継承
- 第9代ハントリー侯爵 (9th Marquess of Huntly)

(1599年創設スコットランド貴族爵位)

### 勲章
- 1827年、シッスル騎士団(勲章)ナイト(KT)[2]。

## 家族
1791年に第2代準男爵チャールズ・コープの娘キャサリンと結婚し、彼女との間に爵位を継承するチャールズ・ゴードンはじめ8子を儲けた。
- 第1子(長男)チャールズ・ゴードン（英語版） (1792–1863)
- 第2子(長女)キャサリン・スーザン・ゴードン (1792–1866) - チャールズ・キャヴェンディッシュ（英語版）と結婚
- 第3子(次男)ジョージ・ゴードン (1794–1862)
- 第4子(三男)ジョン・フレデリック・ゴードン＝ハリバートン（英語版） (1799–1878) - 海軍軍人
- 第5子(四男)ヘンリー・ゴードン (1802–65)
- 第6子(次女)セシル・メアリー・ゴードン (1806–78)
- 第7子(三女)メアリー・ゴードン (-1825)
- 第8子(五男)フランシス・アーサー・ゴードン (1808–57)